# Mairé
Mairé é uma comuna francesa na região administrativa da Nova Aquitânia, no departamento de Vienne. Estende-se por uma área de 20,57 km². Em 2010 a comuna tinha 169 habitantes (densidade: 8,2 hab./km²).